# Národní tchajwanská univerzita
Národní tchajwanská univerzita (anglicky National Taiwan University, znaky 國立臺灣大學 pchin-jin Guólì táiwān dàxué, tchajwansky Kok-li̍p Tâi-oân Tāi-ha̍k, zkráceně NTU nebo 臺大 pchin-jin Tái dà) je veřejná univerzita se sídlem v Tchaj-peji na Tchaj-wanu. Je nejstarší univerzitou v zemi a považována za jednu z nejprestižnějších. Byla založena v roce 1928 jako Císařská univerzita Taihoku (Taihoku Imperial University), kdy Tchaj-wan byl součástí Japonského císařství. V roce 1945 byla přejmenována na současný název.
Je organizována do 11 fakult a vedle hlavního kampusu v tchajpejské čtvrti Ta-an čítá dalších 8 kampusů či výzkumných středisek. V  akademickém roce 20/21 na univerzitě studovalo přibližně 33 000 studentů.